# Plebeia tobagoensis
Plebeia tobagoensis är en biart som beskrevs av Melo 2003. Plebeia tobagoensis ingår i släktet Plebeia och familjen långtungebin. Inga underarter finns listade i Catalogue of Life.